# Матіас Ерцбергер
Матіас Ерцбергер (20 вересня 1875 — 26 серпня 1921) — політик Католицької центристської партії, член Рейхстагу та міністр фінансів Німеччини з 1919 по 1920 рік.
Ерцбергер вперше був обраний до Рейхстагу Німецької імперії в 1903 році. У перші роки Першої світової війни він з ентузіазмом підтримував позицію Німеччини, але пізніше став противником необмеженої підводної війни та запропонував успішну мирну резолюцію Рейхстагу 1917 року, яка закликала до мирних переговорів без анексій. У листопаді 1918 року він очолив німецьку делегацію на переговорах про припинення війни з союзниками та був одним із підписантів перемир'я від 11 листопада 1918 року.
У 1919 році його обрали до Веймарської національної асамблеї. Він обіймав посаду портфельного міністра в кабінеті Філіппа Шайдемана. Коли Шайдеман пішов у відставку з посади міністра-президента на знак протесту проти умов Версальського договору, Ерцбергер, який підтримував договір, оскільки не бачив йому альтернативи, став міністром фінансів і віцеканцлером за Густава Бауера. Він проштовхнув «реформи Ерцбергера», які передали верховні податкові повноваження від федеральних земель центральному уряду та перерозподілили податковий тягар на заможні верстви населення. Піддавшись нападкам за корупцію з боку члена правої Німецької національно-народної партії, партія Центру змусила його піти у відставку в березні 1920 року, але пізніше того ж року його обрали до Рейхстагу Веймарської республіки.
Як його роль у припиненні війни, так і його фінансова політика принесли йому ворожість правих політичних сил. 26 серпня 1921 року його вбили два члени праворадикальної терористичної групи «Організація Консул».